# Hoghia, Harghita
Hoghia (maghiară Hodgya) este un sat în comuna Feliceni din județul Harghita, Transilvania, România.
 Acest articol despre o localitate din județul Harghita este deocamdată un ciot. Puteți ajuta Wikipedia prin completarea lui.